# Profronde van Stiphout
De Profronde van Stiphout was een Nederlands wielercriterium dat ieder jaar op de eerste dinsdag na de Tour de France werd gehouden in het Noord-Brabantse Stiphout (gemeente Helmond). De organisatie wist altijd de vedettes uit de Tour de France aan de start te krijgen. De laatste jaren stond ook steeds de gele trui aan het vertrek. 
De profronde werd in 1980 voor het eerst gehouden, en sinds 1985 was de eerste dinsdag na de Tour de vaste wedstrijddag. Tussen 2001 en 2014 was er ook een vrouwenwedstrijd. De Profronde werd sinds 2002 gesponsord door Bavaria. Op 26 november 2014 werd bekend dat het criterium wegens afhaken van sponsoren stopt.

## Historie
Als plaatselijke amateurronde behoorde de Profronde Stiphout al tot de meest vooraanstaande wedstrijden van de regio. De eerste echte Profronde organiseerde het Wielercomité met als voorzitter Mies de Louw in 1980, tijdens de Tour de France. Winnaar werd de Belgische vedette Roger De Vlaeminck. 
Het was in de beginjaren erg moeilijk om een goede wedstrijddatum te vinden. De wedstrijdkalender was door de successen van Joop Zoetemelk, Jan Raas, Hennie Kuiper en Gerrie Knetemann overvol. Pas vanaf 1985 was er een wedstrijd van de kalender verdwenen waardoor het op de eerste dinsdag na de Tour georganiseerd kon worden.  
Sindsdien heeft het Stiphoutse wielerevenement steeds meer aan bekendheid gewonnen. Door in 1986 zowel Tourwinnaar Greg LeMond als wereldkampioen Joop Zoetemelk aan de start te krijgen, kon voor het eerst ook van een financieel succes worden gesproken. De zege ging naar Greg LeMond, voor Knetemann en Zoetemelk. En ook in 1987 startte LeMond, opnieuw als Tourwinnaar, in de Profronde Stiphout. Getuige de erelijst werd het contracteren van Tourwinnaars vanaf die tijd een traditie. De Ronde kreeg internationale sportieve erkenning. De groeiende publieke belangstelling zorgde voor grotere bezoekersaantallen. Sinds 1987 wordt het publiek dan ook naast wielerprestaties een amusementsprogramma aangeboden met optredens van bekende artiesten.  
De aanzet voor deze professionele aanpak lag bij het oudste bestuurslid Mies de Louw. Hij was van mening dat het van essentieel belang was de sponsors aan zich te binden door ze een gevarieerd pakket reclamekansen aan te bieden. Zo werd er in 1993 een VIP-ruimte ingericht vlak bij de finish, naast de juryruimte. Inmiddels kent de Ronde een groot aantal belangrijke sponsors. 
De ronde trok jaarlijks zo'n twintig- tot dertigduizend bezoekers. Verder was Stiphout voor vele prominenten uit het zakenleven, de wielerwereld en de politiek naast sportevenement een ontmoetingsplaats geworden.
In het jubileumjaar 2004 hebben drie bestuursleden van het eerste uur afscheid genomen. Martien van Bree, Ad Deelen en Frans Kerkhof zijn benoemd tot erelid van de profronde. De laatste voorzitter van de Stichting Wielerevenementen Stiphout was John Colen.

## Winnaars
| Mannen - 1980 - Roger De Vlaeminck België - 1981 - Roger De Vlaeminck België - 1982 - Theo Smit Nederland - 1983 - Joop Zoetemelk Nederland - 1984 - Theo de Rooij Nederland - 1985 - Hennie Kuiper Nederland - 1986 - Greg LeMond Verenigde Staten - 1987 - Pedro Delgado Spanje - 1988 - Erik Breukink Nederland - 1989 - Pedro Delgado Spanje - 1990 - Frans Maassen Nederland - 1991 - Erik Breukink Nederland - 1992 - Eddy Bouwmans Nederland - 1993 - Wilfried Nelissen België - 1994 - Pjotr Oegroemov Letland - 1995 - Erik Breukink Nederland - 1996 - Michael Boogerd Nederland - 1997 - Erik Dekker Nederland - 1998 - Bart Voskamp Nederland - 1999 - Jeroen Blijlevens Nederland - 2000 - Marco Pantani Italië - 2001 - Jan Ullrich Duitsland - 2002 - Lance Armstrong Verenigde Staten - 2003 - Jan Ullrich Duitsland - 2004 - Lance Armstrong Verenigde Staten - 2005 - Ivan Basso Italië - 2006 - Floyd Landis Verenigde Staten - 2007 - Thomas Dekker Nederland - 2008 - Andy Schleck Luxemburg - 2009 - Alberto Contador Spanje - 2010 - Robert Gesink Nederland - 2011 - Mark Cavendish Verenigd Koninkrijk - 2012 - André Greipel Duitsland - 2013 - Chris Froome Verenigd Koninkrijk - 2014 - Vincenzo Nibali Italië | Vrouwen - 2001 - Leontien van Moorsel Nederland - 2002 - Leontien van Moorsel Nederland - 2003 - Arenda Grimberg Nederland - 2004 - Leontien van Moorsel Nederland - 2005 - Adrie Visser Nederland - 2006 - Moniek Rotmensen Nederland - 2007 - Ellen van Dijk Nederland - 2008 - Arenda Grimberg Nederland - 2009 - Chantal Blaak Nederland - 2010 - Belinda Goss Australië - 2011 - Amy Cure Australië - 2012 - Nina Kessler Nederland - 2013 - Amy Pieters Nederland - 2014 - Rozanne Slik Nederland |